# Benjamin Chew Tilghman

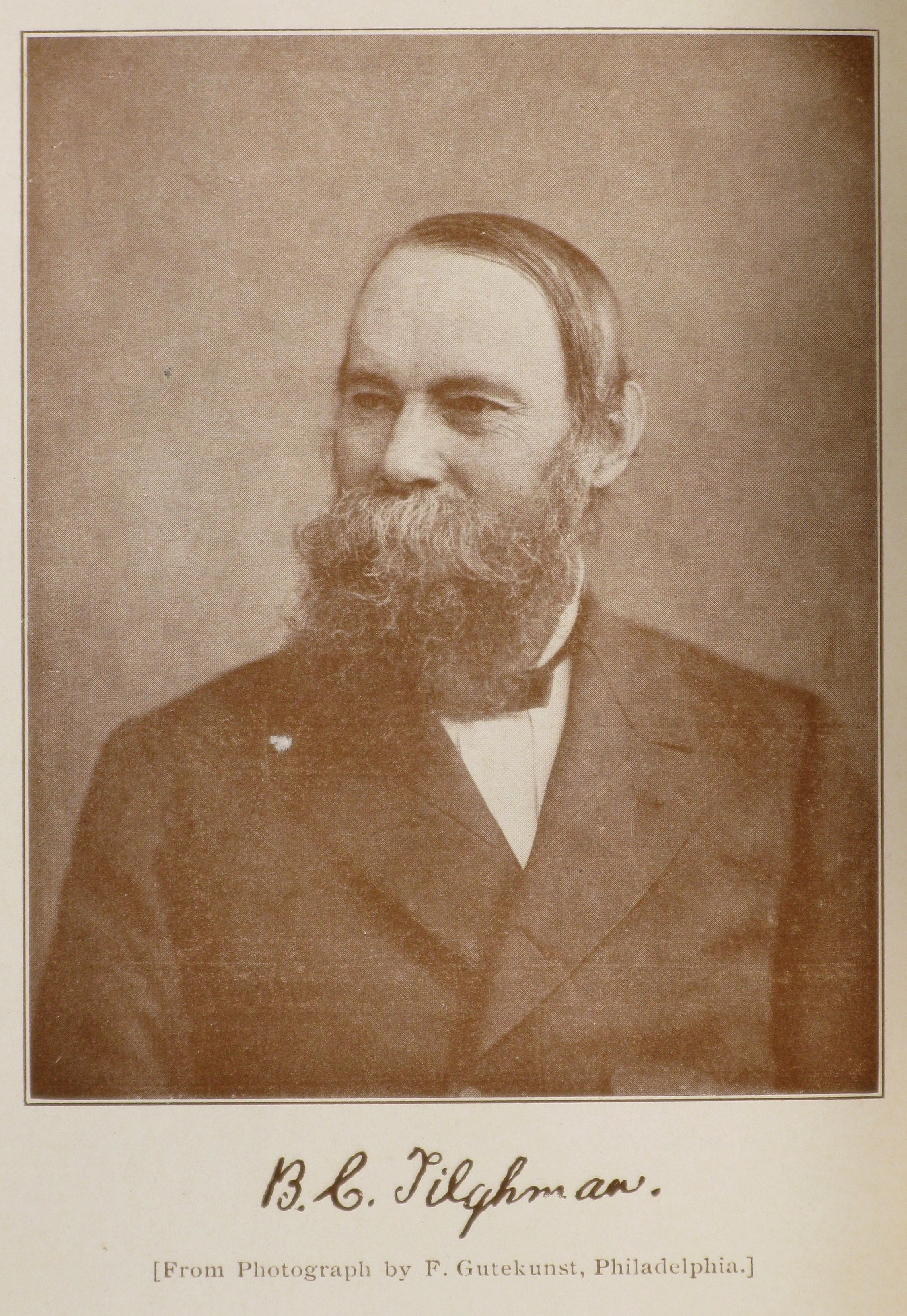
Tilghman

Benjamin Chew Tilghman (* 26. Oktober 1821 in Philadelphia; † 3. Juli 1901 ebenda) war ein US-amerikanischer Erfinder. Von ihm stammt das Sandstrahlverfahren zur Säuberung von Oberflächen (Patent 1870) und das Sulfitverfahren zur Cellulose-Gewinnung aus Holz.
Tilghman studierte zunächst Jura an der University of Pennsylvania (Abschluss 1839) und ging dann bis 1861 mit seinem Bruder nach Europa und speziell Paris, wo er sich der Chemie zuwandte. Als Jurist praktizierte er nie. Im Sezessionskrieg war er Offizier, wurde in der Schlacht bei Chancellorsville als Oberst und Kommandierender der 29. Pennsylvania Volunteer Infantry schwer verwundet und kommandierte danach die 3. US Colored Troops. Zuletzt war er 1865 Brigadegeneral im Brevet-Rang. Der Legende nach entwickelte er nach dem Krieg das Sandstrahlverfahren, nachdem er im Krieg von Sand geschliffene und blind gewordene Fensterscheiben sah. 1870 erhielt er ein Patent dafür in den USA und Großbritannien und er erhielt 1875 als einer der Ersten die Elliott Cresson Medal des Franklin Institute für diese Erfindung. Er gründete zur Ausnutzung des Patents (Schärfen von Feilen und Raspeln) 1871 eine Firma in London und später in Sheffield und Altrincham. Außerdem investierte er in Maschinenbaufirmen. Er produzierte auch kleine Eisenkugeln für das Schneiden von Steinen.
Mit seinem Bruder entwickelte er den Holzaufschluss (Cellulose-Gewinnung) nach dem Sulfitverfahren und sie erhielten darauf Patente in den USA und Großbritannien (1866 bis 1869). Er selbst machte allerdings hohe Verluste bei der Weiterentwicklung seiner Methode und brach sie ab. Ab den 1870er Jahren wurde die Methode von Carl Daniel Ekman (1845–1904) in Schweden, Karl Kellner und Alexander Mitscherlich in Deutschland zur industriellen Reife weiterentwickelt. Es stand und steht in Konkurrenz zum Sulfatverfahren (Papierherstellung) (erfunden von Carl Ferdinand Dahl), wobei das Sulfitverfahren z. B. für Fichtenholz geeignet ist, nicht für harzreichere, billigere Hölzer wie Kiefernholz, die aber mit dem Sulfatverfahren aufgeschlossen werden können.
Die Grundlagen für das Sulfitverfahren legte er schon in Paris, als er Schwefeldioxid auf Fette in Holzfässern wirken ließ und fand, dass die Holzstöpsel weich und zerfasert wurden. 1866 unternahm er mit seinem Bruder systematische Versuche in der Papiermühle Harding & Sons in Manayunk bei Philadelphia. Um die zu zerstörerische Wirkung von Schwefelsäure zu vermeiden, nahm er Calciumbisulfit.